# William Wirt

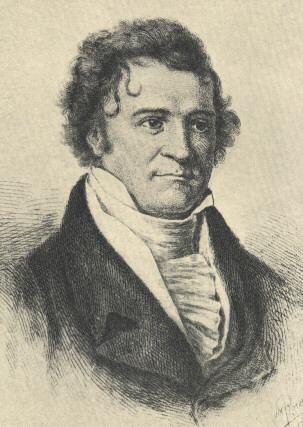
William Wirt

William Wirt, född 8 november 1772, död 18 februari 1834, var USA:s justitieminister. Han innehade posten i tolv år.
Wirt föddes i Bladensburg i Maryland som son till en schweizisk far och en tysk mor. Wirt var en framträdande jurist; 1807 fungerade han som åklagare i rättegången mot före detta vicepresidenten Aaron Burr. Som justitieminister tjänstgjorde han under presidenterna James Monroe och John Quincy Adams 1817-1829.
1832 var han presidentkandidat för det antifrimureriska partiet Anti-Masonic Party, trots att han själv var frimurare. Han vann delstaten Vermont. Ingen tidigare kandidat från ett tredje parti hade lyckats vinna en delstat i presidentvalet tidigare. Vilka de två stora partierna var hade ändrats men före Wirts kandidatur hade alla elektorsröster gått till de två största partierna. Anti-Masonic Party's konvent 1832 i Baltimore var det första av sitt slag där delegater från alla håll i USA samlades fysiskt för att utse presidentkandidaten från ett amerikanskt politiskt parti. Som Wirts vicepresidentkandidat nominerades Amos Ellmaker. Trots att de bara vann i en delstat, var både konventet där de nominerades och segern i en delstat för ett tredje parti i ett amerikanskt presidentval historiska företeelser.
År 1817 utkom Wirts bok Life and Character of Patrick Henry. Wirts Patrick Henry-biografi innehöll texten av många sådana av Henrys tal som aldrig tidigare hade publicerats. Historiker har spekulerat kring äktheten av vissa av de Henry-citat som blev kända i och med Wirts bok.